# Église Saint-Martin de Bergues
L'église Saint-Martin est une église catholique située à Bergues, en France.

## Localisation
L'église est située dans le département français du Nord, sur la commune de Bergues.

## Historique
L'église Saint-Martin est une très ancienne église de Bergues. L'histoire de Bergues mentionne sa création par le comte de Flandre Baudouin II dit le Chauve dans la deuxième moitié du IXe siècle ou vers 900. On retrouve sa trace dans une chronique du XIe siècle, qui fait référence à son abbé qui "a été reconnu simoniaque et déposé." L'histoire agitée de Bergues a obligé à plusieurs reconstructions. L'église fut remaniée au XVe siècle puis à nouveau au XVIIe siècle. Elle était parvenue jusqu'à nos jours quand la Seconde Guerre mondiale lui fut fatale : incendiée en 1940, elle fut détruite en 1944, lorsque les Allemands assiégés par les Alliés ont quitté la ville après avoir dynamité différents sites : l'église a été détruite en même temps que le beffroi de Bergues.    
Est parvenue jusqu'à nos jours, une partie du mobilier évacué en 1939 : L'Adoration des Mages, Le repas chez Simon, toiles de Jean de Reyn; Les Apôtres, douze tableaux peints sur cuivre par Robert van Hoeck au XVIIe siècle, La Madeleine, toile de Guido Reni. Ces toiles sont conservées dans le musée du Mont-de-Piété de Bergues.
L'église a été reconstruite en 1959. Le nouveau monument, installé à l'emplacement de l'ancienne église, ne garde plus de celle-ci que le chevet, constitué de trois absides, les fonts baptismaux, trois colonnes en pierre, l'élévation du chœur latéral sud, le bras sud du transept et son petit portail renaissance, où une pierre porte la date de 1595. La statue de saint Martin, qui se trouvait au dessus du porche d'entrée jusqu'à la Seconde Guerre Mondiale, se trouve aujourd'hui à l'extérieur, à l'emplacement de l'ancien chœur latéral nord.
L'édifice est classé au titre des monuments historiques en 1907.